# 오스트레일리아 왕립 공군사관학교
오스트레일리아 왕립 공군사관학교(Officers' Training School RAAF)는 1950년 오스트레일리아 빅토리아 주 세일에 설립된 오스트레일리아 공군의 사관학교이며 1950년에 첫 설립되었다.

## 같이 보기
- 오스트레일리아 국방참모대학교
- 오스트레일리아 공군국방항공참모대학교